# Erythroneura reflecta
Erythroneura reflecta är en insektsart som beskrevs av Mcatee 1924. Erythroneura reflecta ingår i släktet Erythroneura och familjen dvärgstritar. Inga underarter finns listade i Catalogue of Life.